# Balašov
Balašov (rusky Балашов) je město v Saratovské oblasti v Ruské federaci. Žije zde přibližně 74 tisíc obyvatel.

## Dějiny
Balašov vznikl v 19. století jako vesnice Balašovo pojmenovaná po svých prvních obyvatelích. Městem je od roku 1780.
V letech 1954–1957 byl správním střediskem Balašovské oblasti.

## Poloha a doprava
Balašov leží na Chopjoru, levém přítoku Donu, na východním okraji Povolžské vrchoviny.
Jedná se o železniční uzel: kříží se zde trať z Tambova do Kamyšina s tratí z Povorina do Penzy.